# Black Tiger (disc)
Black Tiger és el quart disc d'estudi de Y&T. Fou publicat el 1982.

## Llista de cançons
Cara A
1. From The Moon (Instrumental)
2. Open Fire
3. Don't Wanna Lose
4. Hell Or High Water
5. Forever

Cara B
1. Black Tiger
2. Barroom Boogie
3. My Way Or The Highway
4. Winds Of Change